# Bayfield (Colorado)
Bayfield város az USA Colorado államában, La Plata megyében. Lakosainak száma 2838 fő (2020. április 1.).

## Népesség
A település népességének változása:

| 2010 | 2 333 |
| 2020 | 2 838 |